# Aliabad-e Take
Aliabad-e Take (perski: علي ابادتكه) – wieś w Iranie, w ostanie Chorasan-e Razawi. W 2006 roku miejscowość liczyła 20 mieszkańców w 5 rodzinach.